# Beierius walliskewi
Espèce
Synonymes
- Chelifer walliskewi Ellingsen, 1912
- Dactylochelifer legrandi Vachon, 1939
- Beierius walliskewi gracilis Beier, 1955

Beierius walliskewi est une espèce de pseudoscorpions de la famille des Cheliferidae.

## Distribution
Cette espèce se rencontre en Afrique du Sud, au Lesotho et au Kenya.

## Description
Le mâle holotype mesure 3,86 mm.

## Liste des sous-espèces
Selon Pseudoscorpions of the World (version 3.0) :
- Beierius walliskewi legrandi (Vachon, 1939)
- Beierius walliskewi longipes Beier, 1955
- Beierius walliskewi walliskewi (Ellingsen, 1912)

## Étymologie
Cette espèce est nommée en l'honneur de Harry Wallis Kew.

## Publications originales
- Ellingsen, 1912 : The pseudoscorpions of South Africa, based on the collections of the South African Museum, Cape Town. Annals of the South African Museum, vol. 10, p. 75-128 (texte intégral).
- Vachon, 1939 : Remarques sur le genre Dactylochelifer Beier, à propos d'une espèce nouvelle de Pseudoscorpions: Dactylochelifer legrandi. Bulletin Scientifique de Bourgogne, vol. 8, p. 155-159.
- Beier, 1955 : Pseudoscorpionidea. South African animal life. Results of the Lund Expedition in 1950-1951, Almquist and Wiksell, Stockholm, vol. 1, p. 263-328.